# 泰雷爾·哈頓
泰雷爾·哈頓（Tyrrell Hatton，1991年10月14日—）是英格蘭的一位職業高爾夫球運動員，參加高爾夫歐巡賽的賽事。他在2010年以業餘球員身份參加了英國公開賽。2011年，他轉為職業球員。2014年，他開始參加歐巡賽的賽事。

## 外部連結
- 官方网站
- 泰雷爾·哈頓在歐洲巡迴賽官方網站
- 泰雷爾·哈頓在男子高爾夫世界排名的官方網站